# 미국령 버진아일랜드의 기

미국령 버진아일랜드의 기

미국령 버진아일랜드의 기는 1921년에 제정되었다. 하얀색 바탕 가운데에는 미국의 상징인 금색 독수리가 그려져 있으며 독수리 가운데에는 미국의 국장에 그려진 방패가 그려져 있다. 왼쪽 발톱에는 월계수 가지를 잡고 있으며 오른쪽 발톱에는 3개의 화살을 잡고 있다.
독수리 왼쪽에는 V가 새겨져 있으며 오른쪽에는 I가 새겨져 있다. V와 I는 버진아일랜드의 이니셜이다. 3개의 화살은 미국령 버진아일랜드를 구성하는 3개의 큰 섬인 세인트토머스섬, 세인트존섬, 세인트크로이섬을 의미한다.

## 같이 보기
- 미국령 버진아일랜드의 문장
- 미국의 주기 목록
- 영국령 버진아일랜드의 기